# Wang Chuej
Wang Chuej (čínsky 汪晖; Jang-čou, provincie Ťiang-su, 1959) je profesorem na Katedře čínského jazyka a literatury na univerzitě Čching-chua v Pekingu. Jeho výzkum je zaměřen na současnou čínskou literaturu a myšlení. Společně s Chuang Pchingem vedl v letech 1996 až 2007 vlivný časopis Dushu (Tu-šu; Četba). Americký časopis Zahraniční politika Archivováno 25. 4. 2008 na Wayback Machine. uvedl Wanga na jaře r. 2008 mezi 100 nejvýraznějších veřejně činných intelektuálů světa.

## Život
Wang Chuej se narodil v Jang-čou v provincii Ťiang-su v r. 1959, studoval na univerzitě v Jang-čou, studia dokončil na Pekingské univerzitě a Čínské akademii sociálních věd, kde dosáhl v r. 1988 titulu Ph.D.
Wang Chuej se aktivně účastnil protestů na Náměstí Nebeského klidu v červnu r. 1989, následně byl za trest poslán na převýchovu na venkov, kde rozvíjel svou kritiku vlády zleva. Je často přiřazován k tzv. čínské Nové levici, i když sám Wang Chuej se tomuto označení spíše vyhýbá:
„Skutečně, lidé jako já se vždy zdráhají přijmout toto označení, které je jim přišpendleno jejich protivníky. Částečně proto, že si nepřejeme být spojováni s Kulturní revolucí nebo s věcmi, které mohou být nazývány „Stará levice“ jako období reforem Komunistické strany Číny. Ale také proto, že termín Nová levice je termínem západu s velmi odlišným významem – generací a politikou – v Evropě a Americe. Naše historická souvislost je čínská, nikoli západní, a je nejisté, jestli kategorie takto otevřeně přejímané ze západu mohou být nápomocné v dnešní Číně.“